# Denkmal für die Gefallenen des Ersten Weltkrieges (Schwarzenberg)

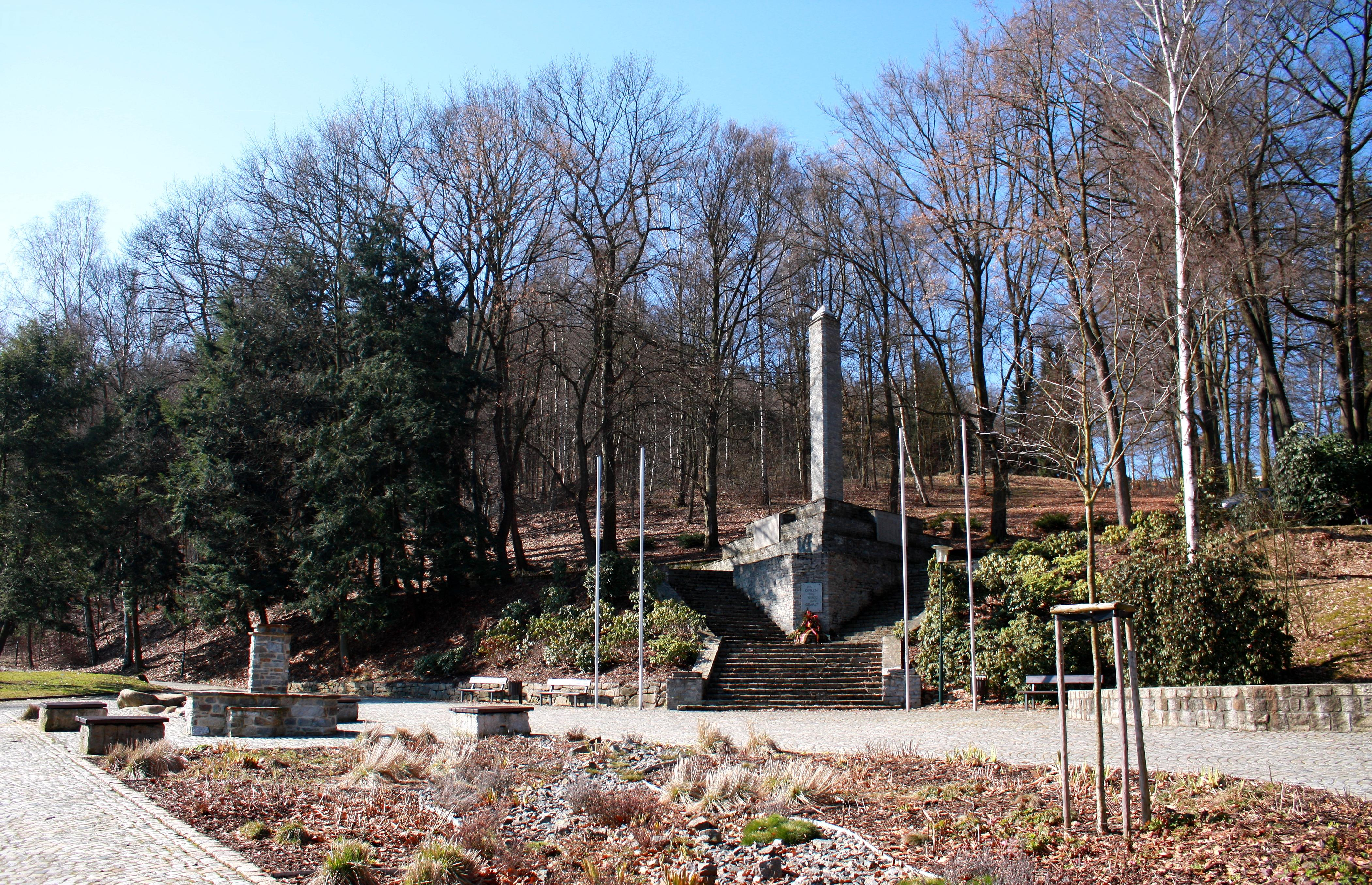
Blick zum Denkmal für die Gefallenen des Ersten Weltkrieges in Schwarzenberg

Das Denkmal für die Gefallenen des Ersten Weltkrieges in der Stadt Schwarzenberg/Erzgeb. im Freistaat Sachsen erinnert an 162 Söhne der Stadt, die im Ersten Weltkrieg gefallen sind. Das Kriegerdenkmal ist als eine gestalterisch bemerkenswerte Anlage mit ortsgeschichtlicher Bedeutung ein geschütztes Kulturdenkmal.

## Standort
Das Denkmal befindet sich am Aufgang zum Rockelmannpark in der Erlaer Straße der Altstadt von Schwarzenberg.

## Beschreibung des Denkmals
Die Anlage des Kriegerdenkmals besteht aus einer hohen Stele, einem gestaffelten, expressionistisch anmutenden Sockel und einer aufwendigen Treppenanlage, die sich am Fuße des Sockels gabelt und von beidseitigen Wangen zusammengehalten wird. Die Denkmalanlage wurde aus Bruchstein (Granit) errichtet und ist entlang der Treppen mit Rhododendren und Ziersträuchern bepflanzt.
Heute trägt das Denkmal die Schrifttafel Den Opfern von Krieg und Gewalt.

## Geschichte
Die Errichtung des ursprünglichen Ehrenmals für die im Weltkrieg gefallenen Söhne Schwarzenbergs erfolgte durch den Sächsischen Militärverein König Albert. Maßgeblich unterstützt wurde das Vorhaben von den beiden Wehrverbänden Wehrwolf und Stahlhelm. Der Entwurf und die Bauleitung stammen vom Schwarzenberger Baumeister Adler. Die Grundsteinlegung erfolgte am 31. Juli 1926 am Rand der Jahnswiese am Rockelmann.
Die feierliche Einweihung des Denkmals fand am Wochenende 9./10. Oktober 1926 statt. Der erzgebirgische Mundartdichter Curt Rambach hatte aus diesem Anlass das Weihegedicht Den tapferen Zweihundert verfasst, das er nach den Klängen des Trauermarsches am Denkmal vortrug. Nach einem Bericht über den Denkmalsbau durch den Gründer und langjährigen Vorsitzenden des Militärvereins Brockhage, Großvater des Bildhauers Hans Brockhage, hielt der Schwarzenberger evangelisch-lutherische Pfarrer Bennewitz die Weiherede. 
Die auf der acht Meter hohen gemauerten Säule befestigte schwörende Kriegerfigur wurde vom Chemnitzer Bildhauer Bruno Ziegler geschaffen und im Zweiten Weltkrieg eingeschmolzen. Bei der Sanierung der Säule, die wegen austretender Salze notwendig geworden war, wurde im Oktober 2008 unter der Spitze der Säule eine verlötete Kupferkassette entdeckt, die alte zeitgenössische Banknoten, eine Zeitung, das Programm zur Weihe und den Brockhage-Bericht über den Denkmalbau enthielt.